# Уяви собі
Уяви собі (англ. Imagine That) — американська комедія. Режисер — Кері Кіркпатрік. У головних ролях знімалися Едді Мерфі і Яра Шахід. Це останній фільм, створений студією Nickelodeon в 2009 році, перед тим, як компанія змінила свій логотип.

## Сюжет
Еван Деніелсон (Едді Мерфі) — успішний біржовий маклер, який працює у фірмі вже 8 років. Але одного разу у нього з'являється суперник Джонні Вайтфівер (Черч Томас), через якого Еван ризикує втратити своє становище і, що ще гірше, робоче місце в фірмі. Джонні якимось неприродним чином справляє величезне враження на працівників фірми. Втративши надію, Еван раптом помічає, що його дочка Олівія (Яра Шахіді), викладаючи кольоровими олівцями свої фантазії на білий листок паперу, імітує біржові котирування майбутнього. Однак є проблема: Еван весь цей час дуже мало приділяв час родині, і з дочкою, так би мовити, мало знайомий. Протягом історії будуть розвиватися відносини між батьком і дочкою.

## Музика
Композитор музичного супроводу Марк Манчіна, що став відомим завдяки написанню музики до мультфільму Лісова братва. Музика виконувалася оркестром з 83 чоловік в студії Hollywood Studio Symphony і Sony Scoring Stage.
У фільмі так само звучали сингли поп-групи Beatles, які як «Got to Get You into My Life», «Nowhere Man», «All You Need Is Love» і 2 версії синглу «Here Comes the Sun».

## Критика і касові збори
Узагальнена критика і відгуки були неоднозначними. За даними англійської вебсайту Rotten Tomatoes фільм отримав 39 % позитивних відгуків, а середня оцінка за шкалою 10 зірок набрала 5.1. Інший сайт-агрегатор Metacritic дає більш позитивний результат — 53 % хороших відгуків.
У перший тиждень прокату фільм зібрав $ 5,503,519 в 3,008 театрах всього світу. За даними проти 9 серпня 2009 року світові касові збори фільму склали $ 22,985,194. 13 жовтня фільм був випущений в DVD дисках і Blu-ray.